# حراس الحي

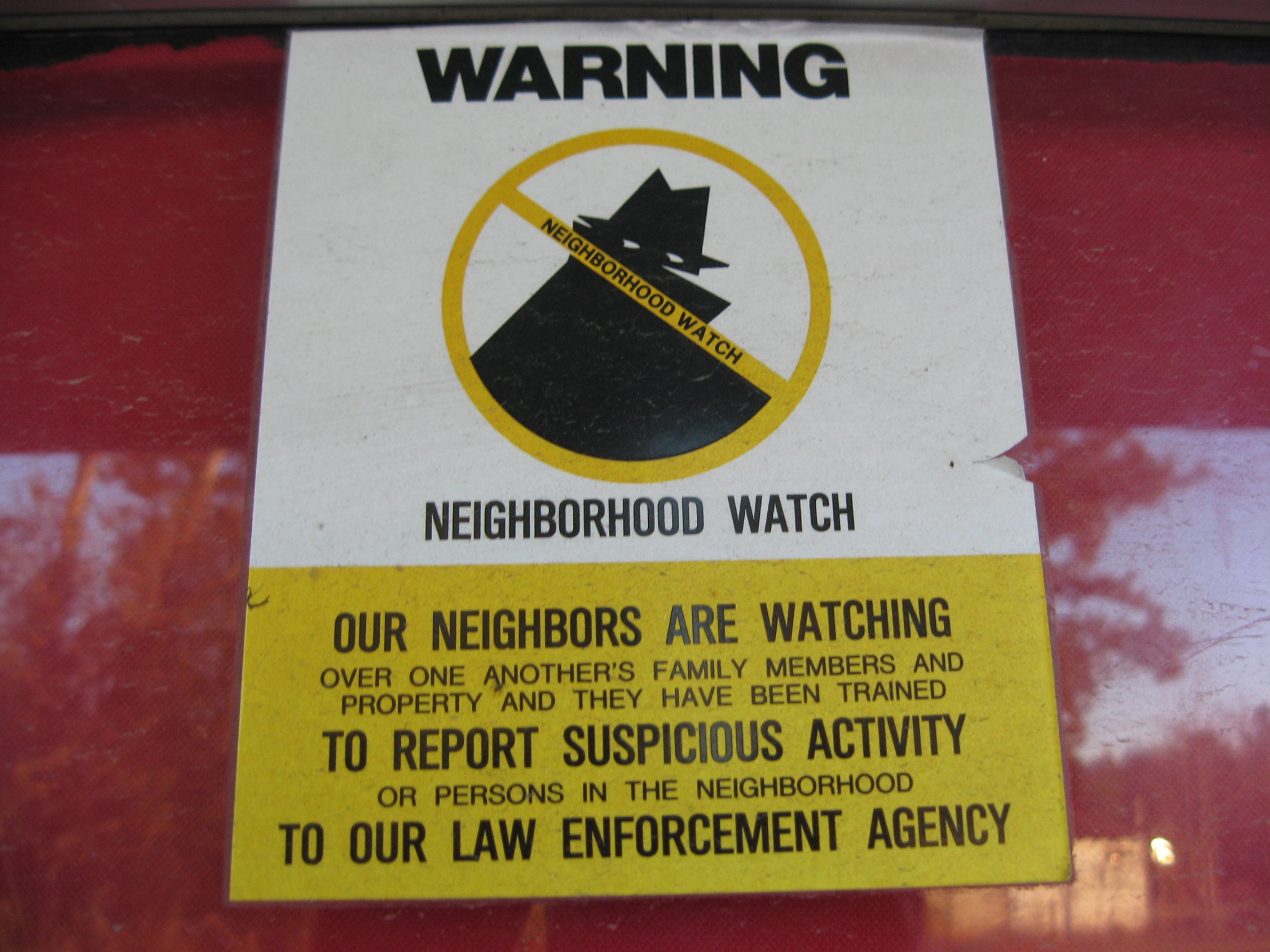
لافتة لحراس الحي في ميسيسيبي ، الولايات المتحدة. كُتب عليها : حراس الحي يراقبونكم. سيقومون بالإبلاغ عن أي نشاط مشبوه

حراس الحي (بالإنجليزية:Neighborhood watch) يسمى أيضًا مراقبو الجريمة أو مراقبو الجريمة في الحي هي مجموعة منظمة من السكان المدنيين مكرسة لمنع الجريمة والتخريب داخل الحي. يهدف حراس الحي إلى تثقيف سكان المجتمع حول الأمن والسلامة وجعل الأحياء آمنة . ومع ذلك ، عند الاشتباه في وجود نشاط إجرامي ، يقوم الأعضاء بإبلاغ السلطات المحلية مع عدم التدخل.
نشأت فكرة حراس المدينة في الولايات المتحدة أعتمادا على وضع مشابه لرجال دوريات حراسة البلدات في الفترة الاستعمارية الأمريكية.

## وصلات خارجية
- National Town Watch Association official site
- City of Philadelphia Official Town Watch page
- Philadelphia's Police Department's Official Operation Town Watch page